# Scione brevistriga
Scione brevistriga är en tvåvingeart som beskrevs av Günther Enderlein 1925. Scione brevistriga ingår i släktet Scione och familjen bromsar. Inga underarter finns listade i Catalogue of Life.